# Chungara Revista de Antropología Chilena
Chungara. Revista de Antropología Chilena, fundada en noviembre de 1972, es publicada por el Departamento de Antropología de la Universidad de Tarapacá, Arica-Chile, en un volumen con cuatro números al año. Su objetivo principal es difundir estudios originales, empíricos o teóricos en todas las subdisciplinas de la antropología, referidos a la región andina de Sudamérica y otras áreas del mundo.
Se publican artículos científicos, reportes monográficos, ensayos, comentarios bibliográficos, revisiones de libros, revisiones de artículos publicados por la propia revista y debates de temas específicos, en español o inglés. Los manuscritos pueden enviarse en cualquier momento del año. Para preparar sus manuscritos, los autores deben ceñirse a las pautas editoriales de Chungara, los cuales pasan por una rigurosa revisión de pares externos.
En el sitio oficial de la revista se encuentra la colección completa desde 1972, en acceso abierto.